# Place des Taules
La place des Taules est une place au centre de la ville de Riom (Puy-de-Dôme), à la croisée des deux axes principaux (rue de l'Horloge vers le nord, rue du Commerce vers le sud ; rue Saint-Amable vers l'ouest, rue de l'Hôtel-de-ville vers l'est). C'était historiquement le centre de la vie sociale et économique de la cité et reste aujourd'hui le cœur de la ville.

## Toponymie
Le terme taules est une francisation de l'occitan taulas qui signifie « tables »,. Le toponyme vient en effet des étals qui étaient dressés à cet endroit par les commerçants sédentaires ou ambulants à l'occasion des marchés et des foires.

## Description

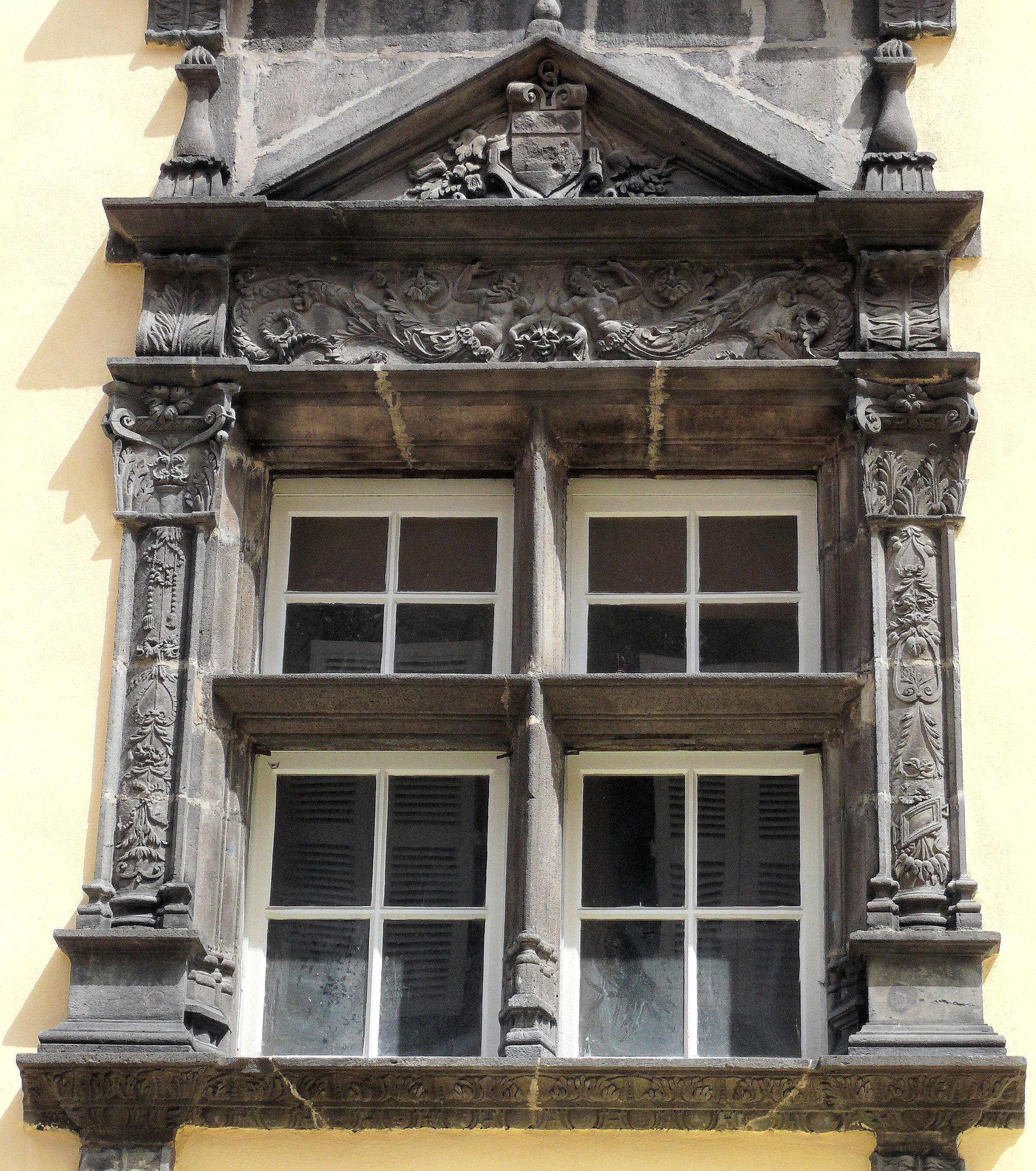
Fenêtre de l'hôtel Soubrany

Le vocable Place des Taules recouvre plusieurs dénominations. Le nom de place des Taules n'est pas officiellement retenu par les organismes de cartographie dont l'IGN et seul le coin des Taules, situé au cœur de la place souligne l'existence de la place.
L’appellation Place des Taules incorpore traditionnellement le coin des Taules mais également la partie supérieure de la rue du Commerce jusqu'à la fontaine des Lignes ainsi que la moitié sud de la rue de l'Horloge jusqu'à la fontaine des Lions.
Au carrefour central se dressait le pilori. À proximité des étals, l'aune-étalon de Riom était apposé au bas de la tour de l'Horloge.
De nombreux monuments historiques sont situés sur la place historique. Le beffroi de Riom réalisé au XIVe siècle fait face à l'Hôtel Guimoneau du XVIe siècle. Au coin de la rue de l'Horloge et de la rue de l'Hôtel-de-ville se trouve l'hôtel Soubrany, de la fin du XVIe siècle.
Le carrefour des Taules était aussi, sous terre, le nœud central du réseau de galeries médiévales qui réunissait, de cave en cave, les habitations du centre de la ville.